# جوبا الوسطى
جوبا الوسطى محافظة في جنوب الصومال.